# 洛伊薩赫河

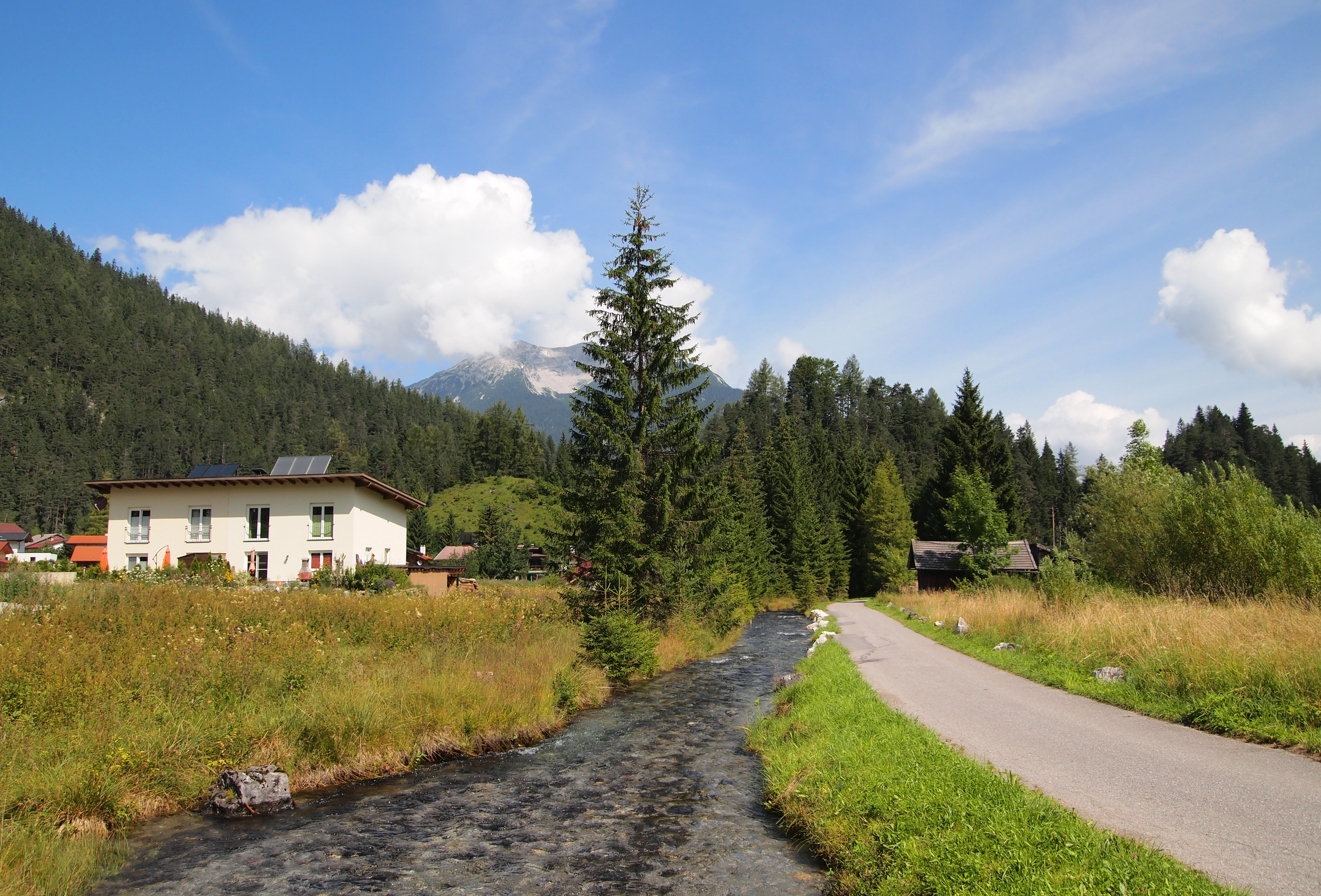
洛伊薩赫河

洛伊薩赫河（德語：Loisach）是中歐的河流，流經德國和奧地利，發源自北石灰岩山脉，最終注入伊薩爾河，河道全長114公里，河畔城鎮有加米施-帕滕基興。

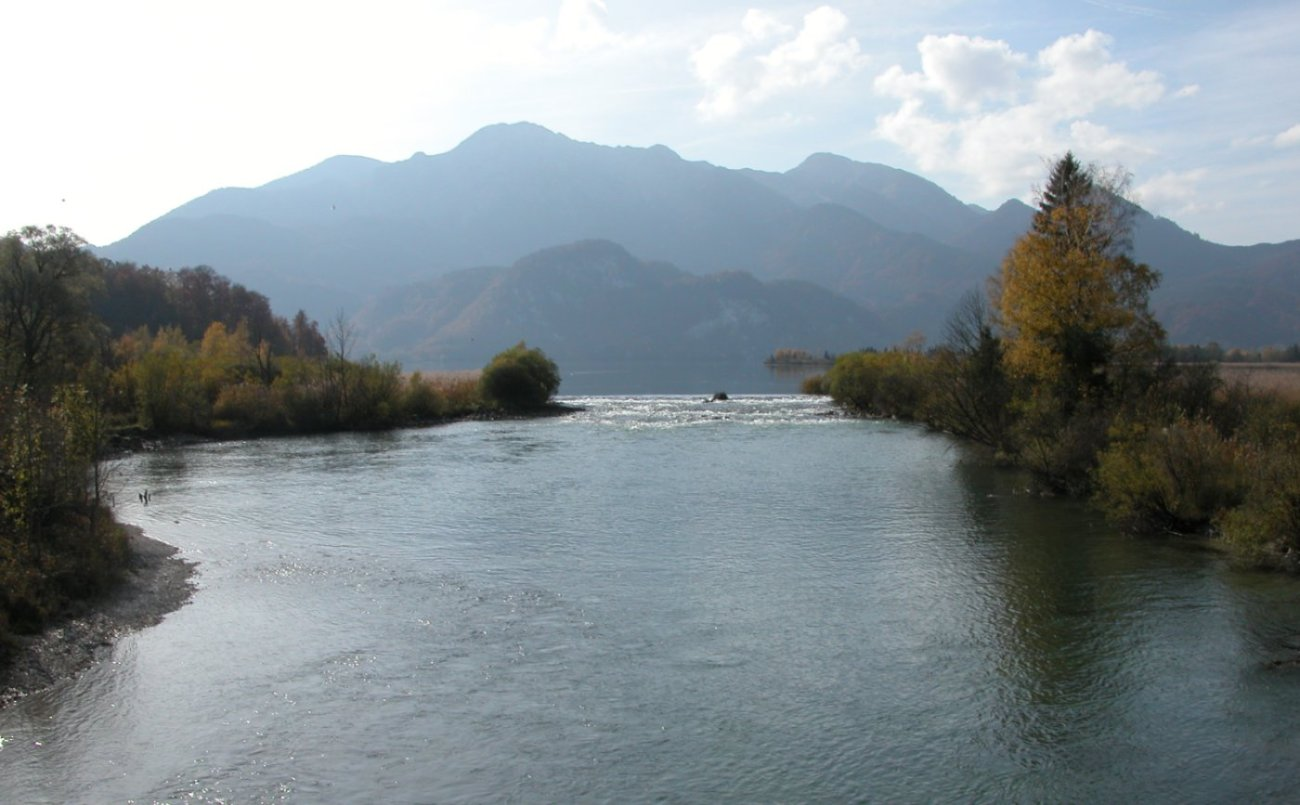
河景